# Ascot d'Oilly
Ascot d'Oilly är ett slott i Storbritannien.   Det ligger i grevskapet Oxfordshire och riksdelen England, i den södra delen av landet, 110 km väster om huvudstaden London. Ascot d'Oilly ligger 96 meter över havet.
Terrängen runt Ascot d'Oilly är huvudsakligen platt. Ascot d'Oilly ligger nere i en dal. Runt Ascot d'Oilly är det ganska tätbefolkat, med 139 invånare per kvadratkilometer. Närmaste större samhälle är Witney, 10,9 km sydost om Ascot d'Oilly. Trakten runt Ascot d'Oilly består till största delen av jordbruksmark.